# Ругендорф
Ругендорф (нім. Rugendorf) — громада в Німеччині, розташована в землі Баварія. Підпорядковується адміністративному округу Верхня Франконія. Входить до складу району Кульмбах. Складова частина об'єднання громад Штадтштайнах.
Площа — 17,32 км2. Населення становить 958 ос. (станом на 31 грудня 2020).